# Asuka (prénom)
Pour les articles homonymes, voir Asuka.
Cette page présente le prénom Asuka ainsi que ses variantes.
Asuka est un prénom japonais.